# Powiat de Trzebnica
Le powiat de Trzebnica (en polonais : powiat trzebnicki) est un powiat appartenant à la voïvodie de Basse-Silésie dans le sud-ouest de la Pologne.

## Division administrative
Le powiat comprend 6 communes :
- Communes urbaines-rurales : Oborniki Śląskie, Prusice, Trzebnica, Żmigród
- Communes rurales : Wisznia Mała, Zawonia